# Grand Prix mondial de volley-ball 1999
Navigation
Grand Prix 1998 Grand Prix 2000
Le 7e Grand Prix mondial de volley-ball féminin s'est déroulé du 13 au 29 août 1999.
L'événement s'est déroulé sur quatre semaines dans quatre pays et cinq villes à travers toute l'Asie : à Macao, aux Philippines, à Taïwan et en Malaisie. 
La phase finale s'est joué à Yuxi en Chine du 27 au 29 août 1999

## Équipes participantes
| Europe                 | Amérique    | Asie                     |
| ---------------------- | ----------- | ------------------------ |
| Italie Pays-Bas Russie | Brésil Cuba | Chine Corée du Sud Japon |

## Tournois Préliminaires

### Premier week-end
| Groupe A                                  | Groupe B                                      |
| ----------------------------------------- | --------------------------------------------- |
| Site : Macao Brésil Italie Chine Pays-Bas | Site : Genting Corée du Sud Russie Cuba Japon |

#### Groupe A (Macao)
| Rang | Équipe   | Point | J | G | P | PP | PC | Ratio | SP | SC | Ratio |
| 1    | Brésil   | 6     | 3 | 3 | 0 | 9  | 1  | 9.000 | -  | -  | 1.224 |
| 2    | Italie   | 5     | 3 | 2 | 1 | 6  | 4  | -     | -  | -  | 0.983 |
| 3    | Chine    | 4     | 3 | 1 | 2 | 4  | 7  | -     | -  | -  | 0.989 |
| 4    | Pays-Bas | 3     | 3 | 0 | 3 | 2  | 9  | -     | -  | -  | 0.859 |

#### Groupe B (Genting)
| Rang | Équipe       | Point | J | G | P | PP | PC | Ratio | SP | SC | Ratio |
| 1    | Russie       | 6     | 3 | 3 | 0 | 9  | 4  | -     | -  | -  | 1.166 |
| 2    | Corée du Sud | 5     | 3 | 2 | 1 | 8  | 6  | -     | -  | -  | 1.021 |
| 3    | Japon        | 4     | 3 | 1 | 2 | 4  | 8  | 0.500 | -  | -  | 0.855 |
| 4    | Cuba         | 3     | 3 | 0 | 3 | 6  | 9  | -     | -  | -  | 0.974 |

### Deuxième week-end
| Groupe C                                    | Groupe D                                       |
| ------------------------------------------- | ---------------------------------------------- |
| Site : Fengshan Russie Japon Chine Pays-Bas | Site : Manille Cuba Corée du Sud Brésil Italie |

#### Groupe C (Fengshan)
| Rang | Équipe   | Point | J | G | P | PP | PC | Ratio | SP | SC | Ratio |
| 1    | Russie   | 6     | 3 | 3 | 0 | 9  | 4  | -     | -  | -  | 1.207 |
| 2    | Chine    | 5     | 3 | 2 | 1 | 7  | 5  | -     | -  | -  | 1.015 |
| 3    | Pays-Bas | 4     | 3 | 1 | 2 | 5  | 8  | -     | -  | -  | 0.903 |
| 4    | Japon    | 3     | 3 | 0 | 3 | 5  | 9  | -     | -  | -  | 0.911 |

#### Groupe D (Manille)
| Rang | Équipe       | Point | J | G | P | PP | PC | Ratio | SP | SC | Ratio |
| 1    | Brésil       | 6     | 3 | 3 | 0 | 9  | 4  | -     | -  | -  | 1.114 |
| 2    | Cuba         | 5     | 3 | 2 | 1 | 7  | 4  | -     | -  | -  | 1.023 |
| 3    | Italie       | 4     | 3 | 1 | 2 | 5  | 8  | -     | -  | -  | 0.960 |
| 4    | Corée du Sud | 3     | 3 | 0 | 3 | 4  | 9  | 0.500 | -  | -  | 0.909 |

## Classement tour préliminaire
| No | Équipe       | Points | Matches | Matches | Matches | Points | Points | Points | Sets | Sets   | Sets  |
| No | Équipe       | Points | joués   | gagnés  | perdus  | pour   | contre | Ratio  | pour | contre | Ratio |
| -- | ------------ | ------ | ------- | ------- | ------- | ------ | ------ | ------ | ---- | ------ | ----- |
| 1. | Brésil       | 12     | 6       | 6       | 0       | 563    | 485    | 1,161  | 18   | 5      | 3.600 |
| 2. | Russie       | 12     | 6       | 6       | 0       | 585    | 493    | 1,186  | 18   | 8      | 2.250 |
| 3. | Chine        | 9      | 6       | 3       | 3       | 539    | 546    | 0,987  | 11   | 12     | 0.916 |
| 4. | Italie       | 9      | 6       | 3       | 3       | 524    | 540    | 0,970  | 11   | 12     | 0.916 |
| 5. | Cuba         | 8      | 6       | 2       | 4       | 568    | 570    | 0,996  | 13   | 13     | 1.000 |
| 6. | Corée du Sud | 8      | 6       | 2       | 4       | 548    | 568    | 0,965  | 12   | 15     | 0.800 |
| 7. | Japon        | 7      | 6       | 1       | 5       | 532    | 579    | 0,919  | 9    | 17     | 0.529 |
| 8. | Pays-Bas     | 7      | 6       | 1       | 5       | 493    | 571    | 0,863  | 7    | 17     | 0.412 |

## Phase Finale

### Places de 1 à 4
|  | Demi-finales                           | Demi-finales                           |                        |   | Finale                           | Finale                           |
|  | Demi-finales                           | Demi-finales                           |                        |   | Finale                           | Finale                           |
|  |                                        |                                        |                        |   |                                  |                                  |
|  | 27 août 1999 (16-25 25-16 24-26 22-25) | 27 août 1999 (16-25 25-16 24-26 22-25) |                        |   | 29 août 1999 (23-25 22-25 20-25) | 29 août 1999 (23-25 22-25 20-25) |
|  | 27 août 1999 (16-25 25-16 24-26 22-25) | 27 août 1999 (16-25 25-16 24-26 22-25) |                        |   | 29 août 1999 (23-25 22-25 20-25) | 29 août 1999 (23-25 22-25 20-25) |
|  | Chine                                  | 1                                      |                        |   | 29 août 1999 (23-25 22-25 20-25) | 29 août 1999 (23-25 22-25 20-25) |
|  | Chine                                  | 1                                      |                        |   | 29 août 1999 (23-25 22-25 20-25) | 29 août 1999 (23-25 22-25 20-25) |
|  | Russie                                 | 3                                      |                        |   | 29 août 1999 (23-25 22-25 20-25) | 29 août 1999 (23-25 22-25 20-25) |
|  | Russie                                 | 3                                      | Brésil                 | 0 |                                  |                                  |
|  | 27 août 1999 (28-26 25-19 23-25 26-24) |                                        | Brésil                 | 0 |                                  |                                  |
|  |                                        | Russie                                 | 3                      |   |                                  |                                  |
|  | Brésil                                 | Russie                                 | 3                      | 3 |                                  |                                  |
|  | Brésil                                 |                                        |                        | 3 |                                  |                                  |
|  | Italie                                 | 1                                      |                        |   |                                  |                                  |
|  | Italie                                 | 1                                      | Match pour la 3e place |   |                                  |                                  |
|  |                                        |                                        |                        |   |                                  |                                  |
|  | 28 août 1999 (25-19 20-25 23-25 21-25) |                                        |                        |   |                                  |                                  |
|  |                                        |                                        |                        |   |                                  |                                  |
|  | Italie                                 | 1                                      |                        |   |                                  |                                  |
|  | Italie                                 | 1                                      |                        |   |                                  |                                  |
|  | Chine                                  | 3                                      |                        |   |                                  |                                  |
|  | Chine                                  | 3                                      |                        |   |                                  |                                  |

## Distinctions individuelles
- MVP : Virna Dias
- Meilleure Marqueuse : Virna Dias
- Meilleure Attaquante : Elizaveta Tichtchenko
- Meilleure Contreuse : Elena Godina
- Meilleure Serveuse : Lioubov Sokolova
- Meilleure Passeuse : Hélia Souza
- Meilleure Défenseur : Ricarda Lima
- Meilleure Réceptionneuse : Virna Dias

## Tableau final
| Place              | Équipe       |
| ------------------ | ------------ |
| Médaille d'or      | Russie       |
| Médaille d'argent  | Brésil       |
| Médaille de bronze | Chine        |
| 4                  | Italie       |
| 5                  | Cuba         |
| 6                  | Corée du Sud |
| 7                  | Japon        |
| 8                  | Pays-Bas     |